# Anass Achahbar
Anass Achahbar (arabisch أنس أشحبار; * 13. Januar 1994 in Den Haag) ist ein niederländischer Fußballspieler marokkanischer Abstammung.

## Werdegang

### Vereine
Achahbar begann seine Karriere beim Den Haager Amateurverein FC Kranenburg. Über den VC Sparta Den Haag wechselte Achahbar im Jahre 2002 in die Jugendabteilung des Profivereins Feyenoord Rotterdam. Sein Debüt in der niederländischen Eredivisie feierte Achahbar am 28. August 2011, als er beim Heimspiel gegen den SC Heerenveen eingewechselt wurde. Zwischen 2011 und 2013 absolvierte Achahbar 14 Spiele in der Eredivisie, blieb dabei allerdings ohne Torerfolg. Darüber hinaus wurde er bei zwei Europa-League-Spielen eingesetzt und erzielte bei 2:2 gegen Sparta Prag ein Tor. Im August 2013 wurde er für die Spielzeit 2013/14 an den deutschen Zweitligisten Arminia Bielefeld ausgeliehen.

### Nationalmannschaft
Der als Ausnahmetalent geltende Stürmer wurde als bester Spieler der U-17-Europameisterschaft 2011 sowie als Torschützenkönig der U-19-Europameisterschaft 2013 ausgezeichnet. Mit der niederländischen U-17-Auswahl wurde er Europameister.

## Erfolge
- U-17-Europameister 2011
- Bester Spieler der U-17-Europameisterschaft 2011
- Torschützenkönig der U-19-Europameisterschaft 2013